# فرد بان
فرد بان (انگلیسی: Fred Bunn; ۷ فوریهٔ ۱۸۶۱ – ۲۰ نوامبر ۱۹۲۱) بازیکن فوتبال اهل پادشاهی متحد بریتانیای کبیر و ایرلند بود.
از باشگاه‌هایی که در آن بازی کرده‌است می‌توان به باشگاه فوتبال وست برومویچ آلبیون اشاره کرد.